# Людерс, Мария Элизабет
Мария Элизабет Людерс (нем. Marie Elisabeth Lüders; 25 июня 1878, Берлин — 23 марта 1966, Берлин) — немецкий политический деятель, член Немецкой демократической партии, позднее Свободной демократической партии и участница женского движения.

## Биография
В 1912 году Мария Элизабет Людерс стала первой в Германии женщиной, получившей степень доктора в области политической экономии. После пребывания на различных руководящих постах в социальной сфере и работы над проблемами женщин в ноябре 1918 года она стала членом Немецкой демократической партии, а в августе 1919 года — депутатом учредительного национального собрания. С 1920 года по февраль 1921 года и с марта 1921 года по 1930 год Мария Элизабет Людерс была депутатом рейхстага, участвовала в борьбе за равноправие женщин и за улучшение положения безработных.
В 1933 году национал-социалисты запретили Людерс заниматься профессиональной деятельностью и публиковать свои работы, в 1937 году она четыре месяца находилась в заключении в одиночной камере. После войны Людерс стала депутатом городского собрания Берлина от ЛДП/СвДП, а с 1949 года — членом городского совета, отвечая за социальные вопросы. В 1953-1961 годах Мария Элизабет Людерс была депутатом германского бундестага и как председатель совета старейшин открывала его первые заседания в 1953 и в 1957 годах.
Имя Марии Элизабет Людерс носит вспомогательное здание парламента Германии в центре Берлина.